# Acantharachne lesserti
Acantharachne lesserti là một loài nhện trong họ Araneidae.
Loài này thuộc chi Acantharachne. Acantharachne lesserti được miêu tả năm 1930 bởi Giltay.